# John Freeman (homme politique)
Pour les articles homonymes, voir John Freeman.
John Horace Freeman (19 février 1915 - 20 décembre 2014) est un homme politique, diplomate, journaliste et officier de l'armée britannique. Il est député travailliste de Watford de 1945 à 1955 .

## Jeunesse
Freeman est né dans une maison du quartier de Regent's Park à Londres le 19 février 1915, fils d'un avocat. La famille déménage ensuite à Brondesbury. Il rejoint le Parti travailliste alors qu'il est étudiant à la Westminster School au début des années 1930, puis obtient son diplôme au Brasenose College, à Oxford. Il travaille pendant un certain temps à la firme de publicité Ashley Courtenay .

## Carrière
Pendant la Seconde Guerre mondiale, Freeman sert au Moyen-Orient, en Afrique du Nord, en Italie et en Europe du Nord-Ouest. Il s'enrôle dans les Coldstream Guards, et est officier dans la Rifle Brigade en 1940  et dans la 7e Division blindée (les «rats du désert»). Bernard Montgomery l'appelait "mon meilleur major de brigade". Il est nommé MBE en 1943.
Après son retour en Grande-Bretagne, il est choisi comme candidat travailliste pour Watford et est élu député aux élections de 1945. En septembre 1947, il est nommé vice-président du Conseil de l'armée, l'organe suprême d'administration de l'armée britannique.
À l'origine, Freeman fait partie de la gauche bévanite du Parti, bien qu'également soutenu par Hugh Dalton qui aimait «repérer les talents» parmi les jeunes députés. Il gravit rapidement les échelons ministériels, mais démissionne avec Aneurin Bevan et Harold Wilson en 1951 à cause des frais du National Health Service. Il quitte son poste de député aux élections générales de 1955.

### Journalisme et carrière publique
Freeman devient présentateur de Panorama et rédacteur en chef du New Statesman de 1961 à 1965. Il présente également le programme d'interview télévisée de la BBC, Face to Face .
En 1962, il décrit Richard Nixon, alors candidat à la fonction de gouverneur de Californie, comme «un homme n'ayant aucun principe, sauf la volonté de tout sacrifier pour la cause de Dick Nixon». Plus tard dans les pages du New Statesman, il dépeint Nixon  comme "un fournisseur discrédité et démodé de l'irrationnel et de l'inactif" dont la défaite en 1964 serait une "victoire pour la décence". 
Alors que Harold Wilson est premier ministre, Freeman est nommé haut-commissaire en Inde (1965-1968) et ambassadeur aux États-Unis (1969-1971). Pendant son séjour à Washington, il devient rapidement ami avec Nixon et Henry Kissinger, et un fervent fan des Redskins de Washington. Il est nommé au Conseil privé en 1966.
Freeman devient président de London Weekend Television Ltd en 1971, jusqu'à sa retraite en 1984. Au cours de cette période, il écrit un article en 1981 qui critique ce qu'il considère comme la politique de radiodiffusion autoritaire et interventionniste du gouvernement britannique exprimée dans la philosophie de l'Independent Broadcasting Authority et exprime des opinions qui seraient bientôt étroitement associées à Margaret. Thatcher et la nouvelle école déréglementée et laissez-faire de la politique du Parti conservateur. Il est directeur de plusieurs autres sociétés pendant cette période et président d' ITN (1976–1981).
De 1985 à 1990, il est professeur invité en relations internationales à l'Université de Californie à Davis. Freeman est élu membre honoraire du Brasenose College, Oxford, en 1968.
Il prend sa retraite à Barnes, Londres, s'installant dans une maison de soins militaires dans le sud de Londres en 2012 .
Lorsque Morgan Morgan-Giles (en) meurt le 4 mai 2013, Freeman devient le plus âgé des anciens députés survivants. Il est le dernier survivant des élus au Parlement en 1945. Après la mort de Tony Benn le 14 mars 2014, il est également le dernier membre survivant du parlement de 1950 et le dernier député survivant élu sous George VI.
Freeman est décédé le 20 décembre 2014, à l'âge de 99 ans, moins de deux mois avant son 100e anniversaire .